# Sofia Huerta
Sofia Christine Huerta (Boise, 14 de dezembro de 1992) é uma futebolista México-americana que atua principalmente como meio-campista e atacante. Contudo, na seleção norte-americana, joga geralmente na lateral. Huerta jogou pela Universidade de Santa Clara de 2011 a 2014, pela Seleção Mexicana de Futebol Feminino de 2012 a 2013, Chicago Red Stars de 2015 a 2018 e atualmente joga no Houston Dash. De 2015 a 2017, marcou 19 gols e deu nove assistências em 63 jogos na National Women's Soccer League.
Após deixar a Seleção Mexicana em 2014, Huerta revelou que queria jogar pela Seleção Americana. Em 15 de setembro de 2017, ela finalmente estreou por seu país de nascimento. Em 8 de abril de 2018, ela enfrentou a sua antiga seleção pela primeira vez, se tornando assim a primeira mulher na história a jogar por e contra ambas as seleções, norte-americana e mexicana.

## Início de vida
Filha de Mauricio Huerta, um engenheiro elétrico, e Jody Jensen, Huerta frequentou a "Centennial High School" em Boise, Idaho. Lá, ela jogou futebol e basquetebol, além de praticar atletismo. Jogando pelo clube "FC NOVA", ela foi eleita duas vezes melhor jogadora de futebol feminino do estado de Idaho. Jogando basquetebol ela foi incluída entre as melhores de Idaho em 2011. No atletismo, ela bateu os recordes de sua escola nos 100 e nos 300 metros com barreiras também no ano de 2011. Huerta foi eleita também para diversos times acadêmicos entre 2007 e 2011.

## Carreira universitária
Durante os quatro anos que esteve na Universidade de Santa Clara, Huerta foi a atacante titular do time de futebol feminino da instituição. Em seu primeiro ano, ela marcou oito gols e deu duas assistências, sendo eleita uma das melhores jogadoras do costa oeste. No seu segundo ano, ela foi novamente incluída entre as melhores da costa oeste, marcando seis gols e dando seis assistências. No seu terceiro ano na universidade em 2013, Huerta marcou 16 gols e deu 8 assistências, sendo a artilheira de seu time. No seu último ano em 2014, ela marcou 17 gols e deu 3 assistências. Durante sua carreira universitária, Huerta foi incluída diversas vezes entre as melhores jogadoras da liga universitária americana.

## Carreira profissional

### Chicago Red Stars, 2015–2018
Huerta foi escolhida pelo Chicago Red Stars em 16 de janeiro de 2015 durante o draft universitário daquele ano. Ela foi a décima primeira jogadora escolhida naquele ano. Ainda em 2015, com sua colega de time, a atacante Christen Press fora da equipe devido a compromissos com a seleção americana durante a Copa do Mundo de Futebol Feminino de 2015, Huerta marcou seus primeiros dois gols profissionais na vitória de 3 à 0 contra o Boston Breakers que colocou seu time no topo da tabela da NWSL. Ela foi eleita nessa ocasião, "Melhor Jogadora da Semana" pela NWSL. Na semana seguinte, Huerta marcou mais dois gols, dessa vez contra o Houston Dash e foi novamente escolhida "Melhor Jogadora da Semana". Em 3 de junho de 2015, ela foi escolhida pela imprensa como melhor jogadora do mês de maio. Em 9 de setembro de 2015, Huerta foi indicada ao prêmio de "Revelação do Ano", junto com Samantha Mewis e Danielle Colaprico, que acabou vendendo o premiação.
Huerta foi incluída também no "Segundo Melhor Time da Temporada" da NWSL em 2015 e 2017. Em 24 de april de 2018, ela foi eleita novamente "Melhor Jogadora da Semana" pela NWSL.

### Empréstimo ao Adelaide United
Em outubro de 2016, Huerta junto com suas colegas de time, Katie Naughton e Danielle Colaprico foram emprestadas ao Adelaide United, time da liga feminina australiana (W-League). Jogando no meio-campo, ela marcou 8 gols e deu 5 assistências em 12 jogos. Em janeiro de 2017, ela foi escolhida "Melhor Jogadora do Mês" na W-League. Huerta também foi escolhida "Melhor Jogadora do Ano" pelo Adelaide United. Ela ficou em terceiro na disputa pela "Medalha Julie Dolan" que premia a melhor jogadora do ano na Austrália,  recebendo 17 votos na ocasião.

### Houston Dash, 2018-
Huerta foi adquirida pelo Dash em 18 de junho de 2018. Em 22 de junho ela estreou pelo time e logo em seu primeiro jogo marcou um dos gols da vitória de 3-1 de seu time em cima do Portland Thorns FC.

## Carreira internacional
Huerta não foi escolhida para fazer parte da seleção sub-20 que representou os Estados Unidos na Copa do Mundo de Futebol Feminino Sub-20 de 2012 no Japão. Ela então aceitou uma convocação da Seleção Mexicana sub-20 para jogar o mesmo torneio. Mesmo jogando com um cotovelo quebrado, ela marcou três dos sete gols da seleção mexicana no torneio, ajudando as mexicanas a chegarem as quartas de finais do torneio. Em dezembro de 2012, Huerta jogou pelo México no Torneio Internacional Cidade de São Paulo de 2012, marcando dois gols e se tornando uma das artilheiras da competição. Em 4 de setembro de de 2013, Huerta entrou no segundo tempo do jogo contra a seleção americana, jogando contra seu país de nascimento. Em dezembro de 2014, ela anunciou que não jogaria mais pela seleção mexicana e que ao invés disso, tentaria se tornar membro da seleção americana.
Em julho de 2017, a Federação de Futebol dos Estados Unidos anunciou que havia submetido uma pedido à FIFA para que Huerta mudasse sua filiação internacional para assim poder jogar pela seleção americana. Em 14 de setembro de 2017, a FIFA aceitou a mudança. Já no dia seguinte, em 15 de setembro, Huerta estreou pela seleção americana em um amistoso contra a Nova Zelândia, entrando no início do segundo tempo daquele jogo. Aos 34 minutos do segundo tempo dessa mesma partida, ela deu sua primeira assistência pelos Estados Unidos, para um gol de Alex Morgan. Nessa mesma ocasião, Huerta se tornou a primeira mulher na história a jogar contra e a favor da Seleção de Futebol Feminino dos Estados Unidos. Em 8 de abril de 2018, ela substituiu Emily Sonnett aos 30 do segundo tempo da vitória de 6 à 2 contra a seleção mexicana, se tornando assim a primeira mulher a jogar contra e a favor das seleções mexicana e americana.

## Estatísticas
| Clube                  | Temporada         | Liga  | Liga    | Liga | playoffs | playoffs | Total | Total |
| Clube                  | Temporada         | Jogos | Assists | Gols | Jogos    | Gols     | Jogos | Gols  |
| ---------------------- | ----------------- | ----- | ------- | ---- | -------- | -------- | ----- | ----- |
| Santa Clara Broncos    | 2011-12           | 22    | 2       | 8    |          |          |       |       |
| Santa Clara Broncos    | 2012-13           | 17    | 6       | 6    |          |          |       |       |
| Santa Clara Broncos    | 2013-14           | 22    | 8       | 16   |          |          |       |       |
| Santa Clara Broncos    | 2014-15           | 20    | 3       | 17   |          |          |       |       |
| Santa Clara Broncos    | total             | 81    | 19      | 47   |          |          |       |       |
| Chicago Red Stars      | 2015              | 19    | 3       | 6    | 1        | 0        | 20    | 6     |
| Chicago Red Stars      | 2016              | 20    | 2       | 7    | 1        | 0        | 21    | 7     |
| Chicago Red Stars      | 2017              | 24    | 4       | 6    | 1        | 0        | 25    | 6     |
| Chicago Red Stars      | 2018              | 9     | 2       | 3    | —        | —        | 5     | 1     |
| Chicago Red Stars      | total             | 72    | 11      | 22   | 3        | 0        | 75    | 22    |
| Adelaide United (loan) | 2016–17           | 12    | 5       | 8    | —        | —        | 12    | 8     |
| Total na carreira      | Total na carreira | 165   | 35      | 77   | 3        | 0        | 168   | 77    |

## Títulos

### Seleção americana
SheBelieves Cup: 2018